# مارك فريدريك بويد
مارك فريدريك بويد (بالإنجليزية: Mark Frederick Boyd)‏ هو عالم جراثيم أمريكي راحل، اكتشف نوع شيغيلا يعرف بالشيغيلة البويدية.